# Ingwar Jarosławicz

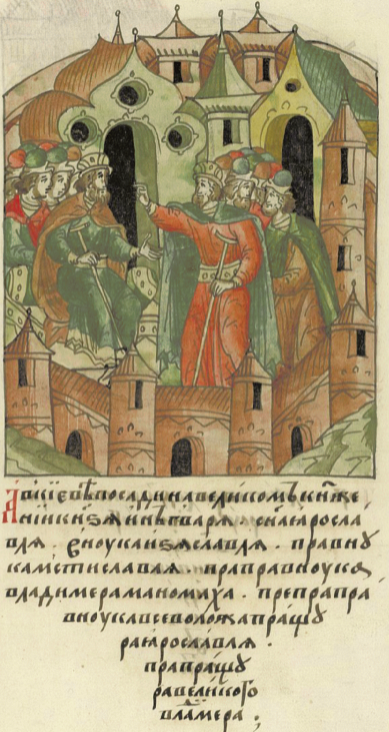
Ingwar w Kijowie

Ingwar Jarosławicz, Ingwar Łucki – książę dorohobuski, potem łucki, syn Jarosława Izjasławicza, praprawnuk Włodzimierza Monomacha. 
W roku 1180 przyłączył się do zajmującego Kijów Ruryka Rościsławowicza przeciw Świętosława Wsiewołodowicza czernihowskiego. Choć Ingwar sam był odważny, jak można sądzić z pieśni rycerskiej "Słowo o wyprawie Igora", nie chciał jednak irytować silniejszych sąsiadów: w 1183 roku nie przyjął w Dorohobużu wygnanego z Halicza Włodzimierza Jarosławowica ze strachu przed jego ojcem Jarosławem Ośmiomysłem. 
Wkrótce potem Ingwar Jarosławicz zasiadł na tronie łuckim na miejscu starszego brata Wsiełowoda a w 1202, według kontraktu Romana Mścisławicza halickiego z wielkim księciem włodzimierskim, Wsiewołodem Wielkie Gniazdo, obsadzony na tronie kijowskim na miejscu wygnanego stamtąd Ruryka Rościsławicza, który jednak przy pomocy Olgowiczów i Połowców odebrał mu Kijów w tym samym roku. 
W 1204 brał udział w zdobyciu Włodzimierza przez Aleksandra Wsiełowodowicza Bielskiego, który jeszcze w tym samym roku uzyskał, a potem stracił przy pomocy miejscowych bojarów. W 1208–1211 brał udział w walkach o tron halicki: wysyłał syna na pomoc Danielowi Romanowiczowi przeciwko Igorowi Światosławiczowi siewierskiemu. W 1212 z Mścisławem Romanowiczem wyprawiał się na Kijów przeciwko Wsiełowodowi Czermnemu i uzyskał Kijów, ale potem, po bitwie pod Biełhorodem dobrowolnie ustąpił Kijów Mścisławowi Romanowiczowi staremu, a sam schronił się w Łucku. Data śmierci nieznana.

## Potomstwo
- Włodzimierz,
- Jarosław
- Izjasław
- Grzymisława, żona księcia polskiego Leszka Białego.